# Neosimnia barbarensis
Neosimnia barbarensis är en snäckart som först beskrevs av Dall 1892.  Neosimnia barbarensis ingår i släktet Neosimnia och familjen Ovulidae. Inga underarter finns listade i Catalogue of Life.